# 灰藍扁尾海蛇
蓝灰扁尾海蛇，又名藍灰扁尾海蛇，是蛇亞目眼镜蛇科扁尾海蛇屬下的一種有毒海蛇，俗名灰海蛇、火烧蛇。主要分布於印度洋至太平洋一帶的海域，孟加拉湾到马来半岛沿海、巴布亚新几内亚、澳大利亚、菲律宾、斐济、汤加、日本沿海以及台湾沿海等地。目前未有任何亞種被確認。

## 特徵

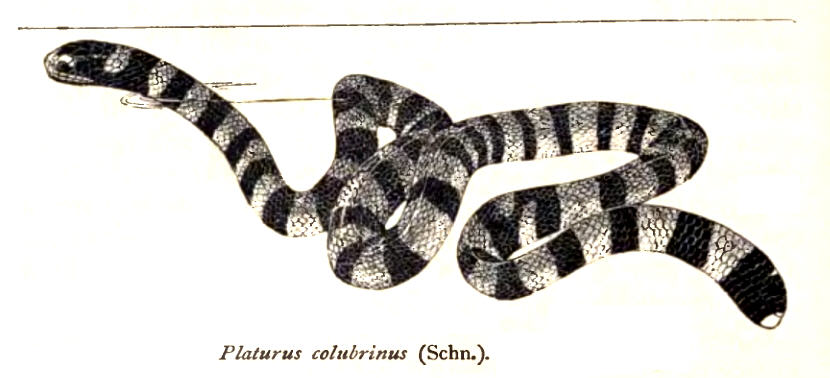
蓝灰扁尾海蛇

藍灰扁尾海蛇的腹部扁平寬大，鼻端及吻部同樣扁平，吻鱗為單片大鱗；身上有21至25排不規則分佈的鱗片。其身體主要呈稍微被壓扁的近管狀的形狀，吻部高翹，前額有一片大鱗片（亦有部分蛇類可能沒有這塊鱗片）。有一片眶前鱗及兩片眶後鱗，7至8片上唇鱗，第三至四片上唇鱗貼近雙眼；有五片下唇鱗，接觸頦部。腹部有213至245片鱗片，雄蛇有37至47片尾鱗，雌蛇則有29至35片尾鱗。
藍灰扁尾海蛇約長80-150公分。體色方面，牠們的背部多以藍色及灰色為主，腹部則以黃色為主，身上滿佈黑色的橫向條紋。唇部呈黃色，頭部則主要為黑色。

## 生態
藍灰扁尾海蛇棲息於海洋之中，多於夜間出沒沿岸沙滩、岩礁间。日間時候，牠們多躲藏於海岸邊的岩縫間休眠。以海蛇科而言，藍灰扁尾海蛇擁有較強的陸行本領，即使離海有數十米之遙，仍有可能找到他們的蹤影。捕食方面以一般魚類為主(海鱔)。藍灰扁尾海蛇屬卵生蛇類，雌蛇每年均於海岸岩石間產卵，每次約能誕下5至6枚蛇卵。

## 毒性
藍灰扁尾海蛇擁有強烈的神經毒素，但由於牠們的口部細小，攻擊性較低，因此對人類的威脅並不特別嚴重。

## 備註
1. ↑  Lane, A.; Guinea, M.; Gatus, J.; Lobo, A. . The IUCN Red List of Threatened Species. 2010, 2010: e.T176750A7296975  [15 January 2018]. doi:10.2305/IUCN.UK.2010-4.RLTS.T176750A7296975.en. （原始内容存档于2018-10-14）.
2. ↑  "Laticauda colubrina ". The Reptile Database. www.reptile-database.org.
3. ↑  . 2017-03-21  [2017-03-23]. （原始内容存档于2017-03-23） （中文（繁體））.
4. ↑  中国科学院动物研究所. . 《中国动物物种编目数据库》. 中国科学院微生物研究所.   [2009-04-11]. （原始内容存档于2016-03-05）.

- Frith,C.B. 1974 Second record of the seasnake Laticauda colubrina in Thailand waters. Nat. Hist. Bull. Siam Soc. (Bangkok) 25: 209
- Ota, Hidetoshi;Takahashi, Hiroshi;Kamezaki, Naoki 1985 On specimens of yellow lipped sea krait Laticauda colubrina from the Yaeyama group, Ryūkyū Archipelago Snake 17: 156-159
- Pernetta, J. C. 1977 Observations on the habits and morphology of the sea snake Laticauda colubrina (Schneider) in Fiji Canadian Journal of Zoology 55: 1612-1619
- Shetty, Sohan;Devi Prasad, K. V. 1996 Geographic variation in the number of bands in Laticauda colubrina Hamadryad 21: 44-45
- Shetty, S. & Shine, R. 2002 The mating system of Yellow-lipped sea kraits (Laticauda colubrina: Laticaudidae). Herpetologica 58 (2): 170-180
- Shetty, S. & Shine, R. 2002 Sexual divergence in diets and morphology in Fijian sea snakes Laticauda colubrina (Laticaudinae). Austral Ecology 27: 77-84
- Voris, Harold K.;Voris, Helen H. 1999 Commuting on the tropical tides: the life of the yellow-lipped sea krait Laticauda colubrina Reptilia (GB)  (6): 23-30

## 外部連結
- （英文）TIGR爬蟲類資料庫：藍灰扁尾海蛇 （页面存档备份，存于）